# Устечковский сельский совет (Залещицкий район)
Устечковский сельский совет (укр. Устечківська сільська рада) — входит в состав
Залещицкого района
Тернопольской области
Украины.
Административный центр сельского совета находится в 
с. Устечко.

## Населённые пункты совета
- с. Устечко